# No, No, Nora
No, No, Nora (auch No! No! Nora!) ist ein Popsong, den Ted Fiorito, Ernie Erdman (Musik) und Gus Kahn (Text) verfassten und 1923 veröffentlichten.

## Hintergrund
No! No! Nora! wurde von dem Co-Autoren Ted Fiorito und seinem Orchester erstmals vorgestellt. Von dem Song existieren verschiedene Ausgaben der Notenblätter mit unterschiedlicher Punktierung.

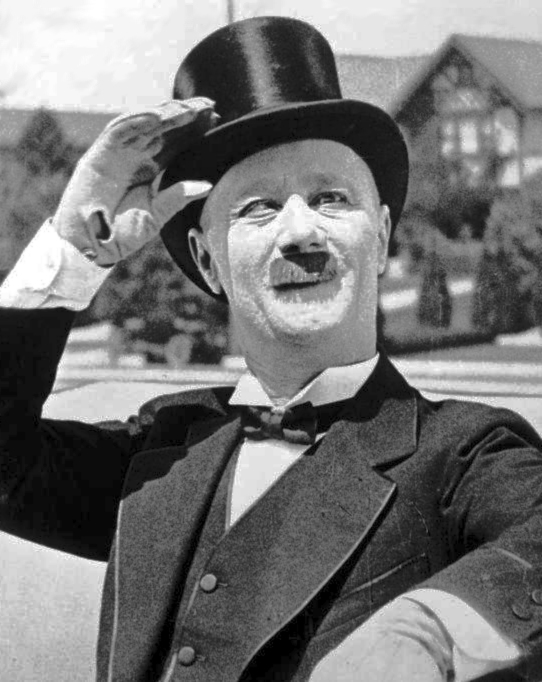
Ben Turpin in A Blonde's Revenge (1926)

In Gus Kahns Liedtext wird eine Frau beschrieben, die versucht, ihren Mann davon abzuhalten herumzuirren, indem sie einen Detektiv anheuert. Der Liedtext vergleicht den Mann mit dem damals bekannten Filmschauspieler Douglas Fairbanks, aber auch dem populären Filmkomiker Ben Turpin.

## Erste Aufnahmen und spätere Coverversionen
Mit dem Song erfolgreich 1923 in den US-Charts vertreten war Eddie Cantor (Columbia A3964); zu den Musikern, die den Song ab 1923 coverten, gehörten Abe Lyman / Charles Kaley & his California Ambassador Hotel Orchestra (Brunswick 2476), The Benson Orchestra of Chicago (Victor 19121), Albert E. Short & his Tivoli Syncopaters, California Ramblers, Bailey’s Lucky Seven (Gennett, mit Irving Kaufman, Gesang), Vincent Lopez & his Hotel Pennsylvania Orchestra (OKeh), George Perry with Max Terr & His Orchestra  sowie Ruth Etting, in Deutschland Dajos Béla unter seinem Namen und als “Kapelle Sándor Józsi” bei Odeon und Eric Borchards Atlantic Jazz Band (Polyphon/Grammophon 14 814). Der Pianist Max Kortlander schrieb ein Arrangement des Songs für Piano Roll (QRS 2398/Folkways).
Der Diskograf Tom Lord listet im Bereich des Jazz insgesamt zehn (Stand 2016) Coverversionen, u. a. von Jimmy Joy, Claude Hopkins, Buster Wilson, Cliff Edwards & The Wonderland Jazz Band und Paul Strandberg. Verwendung fand No! No! Nora! in der Gus-Kahn-Filmbiografie In all meinen Träumen bist Du, vorgetragen von Doris Day. Die Musikzeitschrift Variety nahm den Song in ihre Liste Hit Parade of a Half-Century auf.